# Autoridade Supervisora do Mercado Financeiro da Suíça

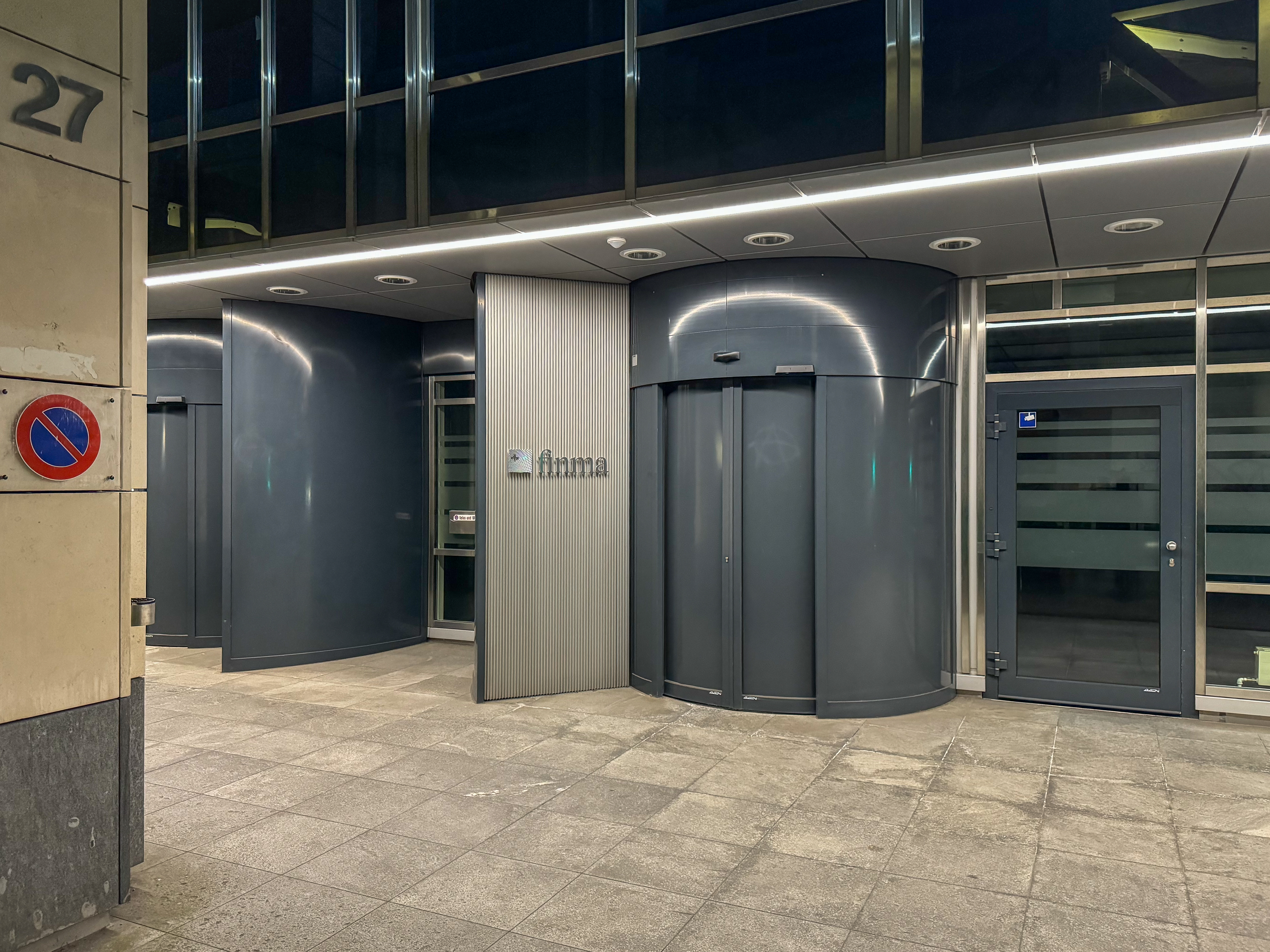
Entrada al edificio principal cerca de la estación de Berna

A Autoridade Supervisora do Mercado Financeiro da Suíça (FINMA, na sigla em inglês) é o organismo governamental suíço responsável pela regulação financeira no país. Isto inclui a supervisão de bancos, companhias de seguros, bolsas de valores e operadores de valores, bem como outros intermediários financeiros na Suíça.
A FINMA é uma instituição independente com personalidade jurídica própria e sede em Berna. Ela é institucional, funcional e financeiramente independente da administração federal central e do Departamento Federal de Finanças e se reporta directamente ao parlamento suíço.
A FINMA possui versões de seu nome nas línguas do país. Ela se chama "Eidgenössische Finanzmarktaufsicht" em alemão; "Autorité fédérale de surveillance des marchés financiers" em francês e "Autorità federale dei vigilanza sui mercati finanziari" em italiano. Seu nome principal e suas siglas são expressas em inglês para evitar a aparência de favorecer a qualquer das regiões linguísticas de Suíça.
Anne Héritier Lachat foi a presidente da Junta Diretiva desde 2011 até o 1 de janeiro de 2016 quando Thomas Bauer, ex-socio de Ernst & Young foi apontado como presidente.